# Luka Volarič
Luka Volarič slovenski nogometaš, * 13. januar 1991, Šempeter pri Gorici. Luka prihaja iz Sužida pri Kobaridu. Od januarja 2018 igra znova za NK Krško v slovenski prvi ligi na položaju vezista. To je njegov 5 profesionalni klub, od tega je odigral 23 tekem in dal en gol za Gorico in Krko v slovenski prvi ligi.Skupaj je zbral 97 prvoligaških nastopov in zabil 7 golov v dresih Gorice, Krke, Krškega in Domžal.

## Klubska kariera
| Sezona    | Klub   | Država    | Liga | Nastopov | Golov |
| --------- | ------ | --------- | ---- | -------- | ----- |
| 2002-2004 | Gorica | Slovenija | I    | 9        | 0     |
| 2004-2005 | Krka   | Slovenija | I    | 41       | 6     |
| 2015      | Tolmin | Slovenija | II   | 16       | 3     |
| 2015-     | Krško  | Slovenija | I    | 21       | 1     |